# Millennium Challenge Account
Il  Millennium Challenge Account è un accordo internazionale firmato il 18 aprile 2005 tra il Madagascar e gli Stati Uniti d'America.
L'accordo era il primo caso nell'ambito del programma di assistenza supplementare dell'amministrazione George W. Bush.

## Storia
L'ente americano Millennium Challenge Corporation (MCC) sottoscrisse formalmente un patto con il Madagascar per la riduzione della povertà in quel paese, che sarebbe stato quindi il primo a ricevere i fondi supplementari stanziati dall'amministrazione Bush allo scopo di premiare i paesi in via di sviluppo per il loro impegno nelle riforme politiche ed economiche.
L'accordo della durata di quattro anni, firmato dal Direttore Generale dell'MCC Paul Applegarth e dal Presidente del Madagascar Marc Ravalomanana, prevedeva lo stanziamento di circa 110 milioni di dollari. Il fondo MCA, è un programma che ha lo scopo di aiutare i poveri del paese a garantirsi il diritto alla proprietà, a riformare il settore economico del paese stesso e di migliorarne l'ambiente per favorire investimenti in agricoltura.
Applegarth ha constatato che l'80% degli abitanti del Madagascar vive in zone rurali. Secondo una dichiarazione proveniente dall'MCC, “il Madagascar e il suo popolo hanno già stabilito le loro priorità circa la riduzione della povertà”.
Secondo la stessa dichiarazione, il “compact” prevede obiettivi di sviluppo misurabili, stabiliti dal Madagascar per migliorare la qualità della vita, e include il progetto di un bilancio e un sistema di controllo “rigorosi” per assicurare le responsabilità fiscali.
Il Millennium Challenge Account ha lo scopo di aiutare i paesi in via di sviluppo a dare “libertà economica” e “istituzioni politiche solide” che investano nel loro popolo, ha dichiarato il Segretario di Stato Condoleezza Rice durante la cerimonia.
Con i fondi del Millennium Challenge Account, il Madagascar spera di diventare un modello per lo sviluppo africano, ha affermato il Presidente Ravalomanana.